# Округ Бокс Бјут (Небраска)
Бокс Бјут (енгл. Box Butte County) је округ у америчкој савезној држави Небраска.

## Демографија
По попису из 2010. године број становника је 11.308, што је 850 (-7,0%) становника мање него 2000. године.
| Група             | 2000.          | 2010.         |
| Белци             | 10.663 (87,7%) | 9.564 (84,6%) |
| Афроамериканци    | 45 (0,4%)      | 52 (0,5%)     |
| Азијати           | 65 (0,5%)      | 34 (0,3%)     |
| Хиспаноамериканци | 930 (7,6%)     | 1.157 (10,2%) |
| Укупно            | 12.158         | 11.308        |